# 全国民衆党
全国民衆党（ぜんこくみんしゅうとう）は、昭和初期の日本の無産政党。党首は宮崎龍介。当時、宮崎は立場が保守化して社会民衆党から除名されていた。全国民衆党は1930年の第17回衆議院議員総選挙で立候補、宮崎も東京府第4区から出馬したが落選した。選挙の後、全国民衆党は日本大衆党、東京無産党や地区政党10党と合同して全国大衆党を結成した。